# نهائي كوبا ليبرتادوريس 2014
نهائي كأس ليبرتادوريس 2014 هو النهائي رقم 55 من بطولة كأس ليبرتادوريس وهي البطولة التي ينظمها اتحاد أمريكا الجنوبية لكرة القدم.
لُعب النهائي بنظام الذهاب والإياب وجمع بين ناسيونال أسونسيون الباراغواياني وسان لورينزو الأرجنتيني. جرت مباراة الذهاب على ملعب ديفنسوريس دل تشاكو في أسونسيون يوم 6 أغسطس 2014، بينما لُعبت مباراة الإياب على ملعب بيدرو بيديغاين في بوينس آيرس يوم 13 أغسطس 2014.
الفائز بكوبا ليبرتادوريس 2014 يتأهل لكأس العالم للأندية 2014 كممثل لاتحاد أمريكا الجنوبية لكرة القدم، ويشارك في الدور نصف النهائي. كما يحصل على حق اللعب ضد الفائز بكوبا سود أمريكانا 2014 في ريكوبا سودأمريكانا 2015.
فاز سان لورينزو بنتيجة 2–1 في المجموع، ليحقق لقب البطولة للمرة الأولى في تاريخه.

## عن الفريقين
| الفريق            | نهائيات سابقة (الخط العريض يشير لسنة الفوز) |
| ----------------- | ------------------------------------------- |
| ناسيونال أسونسيون | 0                                           |
| سان لورينزو       | 0                                           |

## مباراة الذهاب

### التفاصيل
| ناسيونال أسونسيون  | 1–1   | سان لورينزو |
| ------------------ | ----- | ----------- |
| - سانتا كروز 90+2' | تقرير | - ماتوس 64' |

## مباراة الإياب

### التفاصيل
| سان لورينزو           | 1–0   | ناسيونال أسونسيون |
| --------------------- | ----- | ----------------- |
| - أورتيغوزا 36' (ر.ج) | تقرير |                   |